# Megistobunus
Megistobunus is een geslacht van hooiwagens uit de familie Phalangiidae (Echte hooiwagens).
De wetenschappelijke naam Megistobunus is voor het eerst geldig gepubliceerd door Hansen in 1921. 

## Soorten
Megistobunus omvat de volgende 3 soorten:
- Megistobunus funereus
- Megistobunus lamottei
- Megistobunus longipes